# Anatoma rolani
Anatoma rolani is een slakkensoort uit de familie van de Anatomidae. De wetenschappelijke naam van de soort is voor het eerst geldig gepubliceerd in 2010 door Geiger & Fernández-Garcés.